# Jul (disegnatore)
Jul, pseudonimo di Julien Berjeaut (Maisons-Alfort, 11 aprile 1974), è un disegnatore e fumettista francese.

## Biografia
Julien Berjeaut nasce a Maisons-Alfort, nella regione dell'Île-de-France, ma cresce a Champigny-sur-Marne. Ha iniziato a interessarsi di disegno sin dall'età di 10 anni. All'età di 12 si piazza al terzo posto nella competizione giovanile al festival del disegno d'Angoulême. Allievo della École alsacienne di Parigi prima e della École normale supérieure de Fontenay-Saint-Cloud, viene abilitato alla cattedra di storia all'Università di Marne la Vallée, per poi insegnare storia cinese alla stessa École de Fontenay-Saint-Cloud prima di dedicarsi interamente di disegno.
Pubblica le sue prime vignette su La Nouvelle République des Pyrénées. Nel 2001 vince una borsa di studio dalla fondazione di Francia per un progetto che mescola cartoni animati e sinologia. Collabora poi a giornali come Le Point e L'Humanité e a riviste come Charlie Hebdo, L'Obs, Les Échos, La Dépêche du Midi, Libération e Le Monde.

## Opere
- Il faut tuer José Bové, Albin Michel, 2005.
- La Croisade s'amuse, Albin Michel, 2006.
- Le Guide du moutard : Pour survivre à 9 mois de grossesse, Albin Michel, 2007.
- Silex and the City, Dargaud :

1. Avant notre ère, 2009.
2. Réduction du temps de trouvaille, 2010.
3. Le Néolithique, c'est pas automatique, 2012.
4. Autorisation de découverte, 2013.
5. Vigiprimate, 2014.
6. Merci pour ce Mammouth, 2015.
7. Poulpe fiction, 2016.
8. L'Homme de Cro-Macron, 2018.

- À bout de soufre : chroniques et nouvelles vagues, Dargaud, 2010.
- La Planète des Sages. Encyclopédie mondiale des philosophes et des philosophies, con Charles Pépin, Dargaud, 2011.
- Platon La Gaffe. Survivre au travail avec les philosophes con Charles Pépin, Dargaud, 2013.
- La Planète des Sages, Dargaud, 2015.
- 50 nuances de Grecs, volume 1. Encyclopédie des mythes et des mythologies, con Charles Pépin, Dargaud, 2017.
- 50 nuances de Grecs, volume 2 - Encyclopédie des mythes et des mythologies, con Charles Pépin, Dargaud, 2019.
- Coloc of Duty , 2019.
- Lucky Luke, Lucky Comics Editions :
- La Terre promise, Dargaud, 2016.
- Un cow-boy à Paris, Dargaud, 2018.